# Arthur Edward Ellis
Arthur Edward Ellis (Halifax, 8 luglio 1914 – Inghilterra, 23 maggio 1999) è stato un arbitro di calcio inglese.

## Biografia
Nel periodo immediatamente successivo alla fine della Seconda guerra mondiale e fino ai primi anni sessanta, Ellis è stato uno dei migliori arbitri al mondo, come testimoniano le tante manifestazioni internazionali in cui venne chiamato a partecipare. Vanta alcuni importanti record personali: è l'unico direttore di gara nella storia ad aver diretto sia la finale delle Olimpiadi del 1952, ad Helsinki, Ungheria-Jugoslavia, che la finale del Campionato europeo di calcio 1960, a Parigi, URSS-Jugoslavia.
Inoltre ha preso parte a ben tre edizioni del Campionato mondiale di calcio (primato detenuto assieme ad altri 16 arbitri), e cioè nel 1950, nel 1954 e nel 1958. Nel torneo iridato del 1950, in Brasile, Ellis venne designato come guardalinee della partita decisiva del girone finale, una specie di spareggio per il titolo, Brasile-Uruguay: la terna arbitrale, composta anche dall'arbitro inglese George Reader e dal guardalinee scozzese George Mitchell, subì una pressione enorme nei giorni che precedettero la gara, poi vinta a sorpresa dagli uruguayani laureatisi così campioni del mondo. Al Campionato mondiale di calcio 1954, in Svizzera, Ellis fu protagonista della cosiddetta Battaglia di Berna, il quarto di finale tra Ungheria e Brasile, passato alla storia per l'inaudita violenza dei falli commessi in partita, e per la rissa del dopo-partita (vennero espulsi da Ellis tre giocatori, ovvero i brasiliani Nílton Santos e Humberto e l'ungherese Bozsik).
Ellis, oltre ad aver diretto la prima finale del Campionato europeo di calcio, arbitrò anche la prima finale di Coppa dei Campioni 1955-1956, a Parigi, tra Real Madrid e Stade Reims.
Vanta anche la direzione di tre semifinali di Coppa dei Campioni (nel 1956, 1959 e 1960).
Nel 1967 la FIFA gli conferì il prestigioso "FIFA Special Award".
Morì nel 1999 per un cancro alla prostata.